# 193

193(백구십삼)은 192보다 크고 194보다 작은 자연수다.

## 수학
- 44번째 소수다. 앞의 소수는 쌍둥이 소수인 191, 다음 소수는 197이다.
  - 8번째 프로트 소수다. 앞의 프로트 소수는 113, 다음은 241이다.

({\displaystyle 193=3\times 2^{6}+1})
- 피타고라스 삼조의 빗변의 길이이다. ({\displaystyle 95^{2}+168^{2}=193^{2}})[a]

## 과학
- NGC 193: 물고기자리 방향에 있는 렌즈형은하.

## 교통
- 일본 193번 국도(일본어판): 가가와현 다카마쓰시에서 도쿠시마현 가이후군 가이요정까지 이어지는 일본의 국도.
- 현도 제193호선

## 군사
- U-193(영어판, 독일어판): 제2차 세계 대전에 사용된 나치 독일의 군용 잠수함.

## 문화유산
- 대한민국의 국보 제193호: 경주 98호 남분 유리병 및 잔
- 대한민국의 보물 제193호: 청도 운문사 금당 앞 석등
- 대한민국의 사적 제193호: 구리 동구릉

## 방송
- 스카이라이프의 유교TV방송 채널 번호.
- 지니 TV의 캐치온1 채널 번호.
- B tv의 플레이런TV 채널 번호.
- U+ TV의 대교 뉴이프 플러스 채널 번호.
- LG헬로비전의 MBC M 채널 번호.
- B tv 케이블의 매일경제TV 채널 번호.

## 기타
- 연도: 193년, 기원전 193년